# Soto (Asturien)
Soto ist eines von 18 Parroquias in der Gemeinde Aller der autonomen Gemeinschaft Asturien in Spanien.

## Geographie
Soto hat 255 Einwohner (2011) und eine Fläche von 10,10 km². Es liegt auf 400 msnm. Das Parroquia umfasst die 

## Dörfer und Weiler
Santa Ana, Soto, Castañedo, caseríes d'Acebedo, Los Cargaderos, La Casiella, Espinedo, Los Estrullones, La Foz, Orozaz, La Palomar, Pumar de Nuño, Río Cabo und Tablizo.
Die nächste größere Stadt ist Cabañaquinta, der 9 km entfernte Hauptort der Gemeinde Aller.

## Sehenswürdigkeiten
- Burg oberhalb des Dorfes